# Colotis subfasciatus
Colotis subfasciatus là một loài bướm thuộc họ Pieridae. Nó được tìm thấy ở Afrotropic ecozone.
Sải cánh dài 45–52 mm ở con đực và 48–55 mm ở con cái. Con trưởng thành bay quanh năm ở các khu vực ấm áp, đỉnh cao là ừ tháng 3 đến tháng 6.
Ấu trùng ăn Boscia albitrunca.

## Phụ loài
Các phân loài sau đây được công nhận:
- C. e. subfasciatus
- C. s. ducissa (Dognin, 1891)

## Hình ảnh

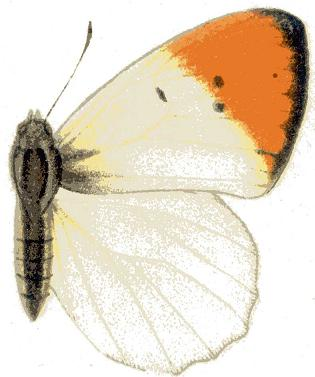
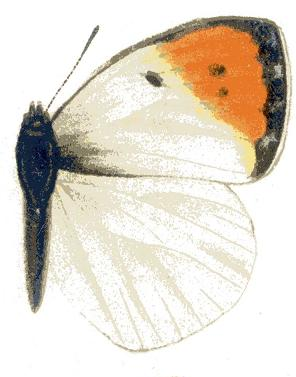
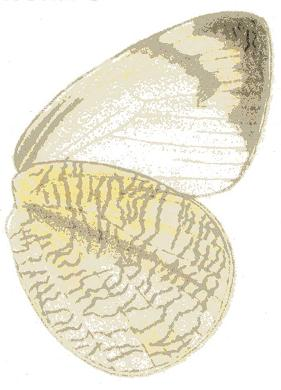
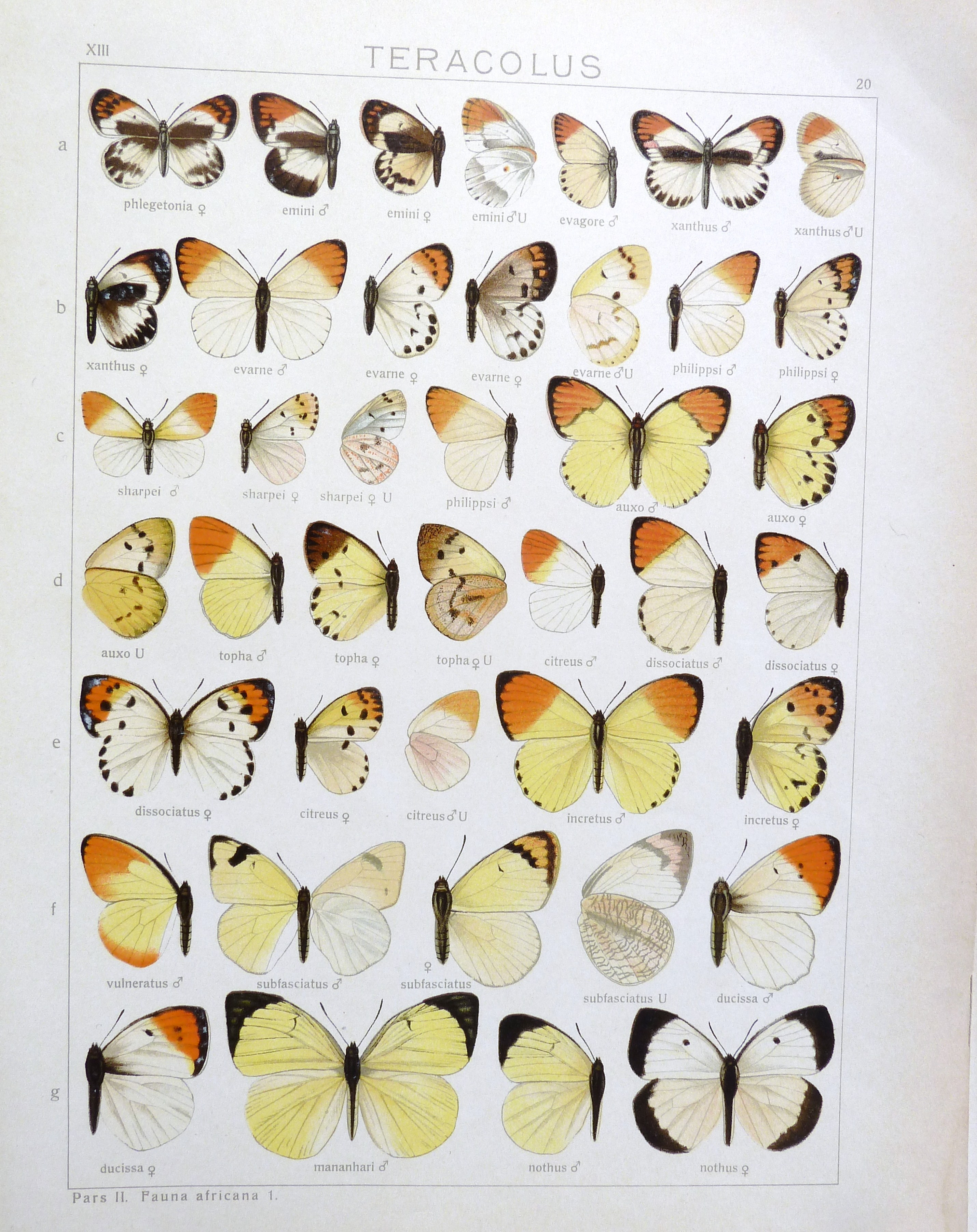